# Col de Banyuls
Le col de Banyuls (en catalan : coll de Banyuls) est un col de montagne du massif des Albères à 354 ou 355 mètres d'altitude. C'est un lieu de passage transfrontalier entre la France et l'Espagne.

## Toponymie
Le col de Banyuls était anciennement appelé col d'Espils. Il a alors donné son nom aux deux peuplements situés sur chacun de ses versants : Les Abeilles et Espolla. Le nom d'Espils lui-même vient sans doute de specula, du nom latin pour une tour de guet, turris speculatoria.

## Géographie

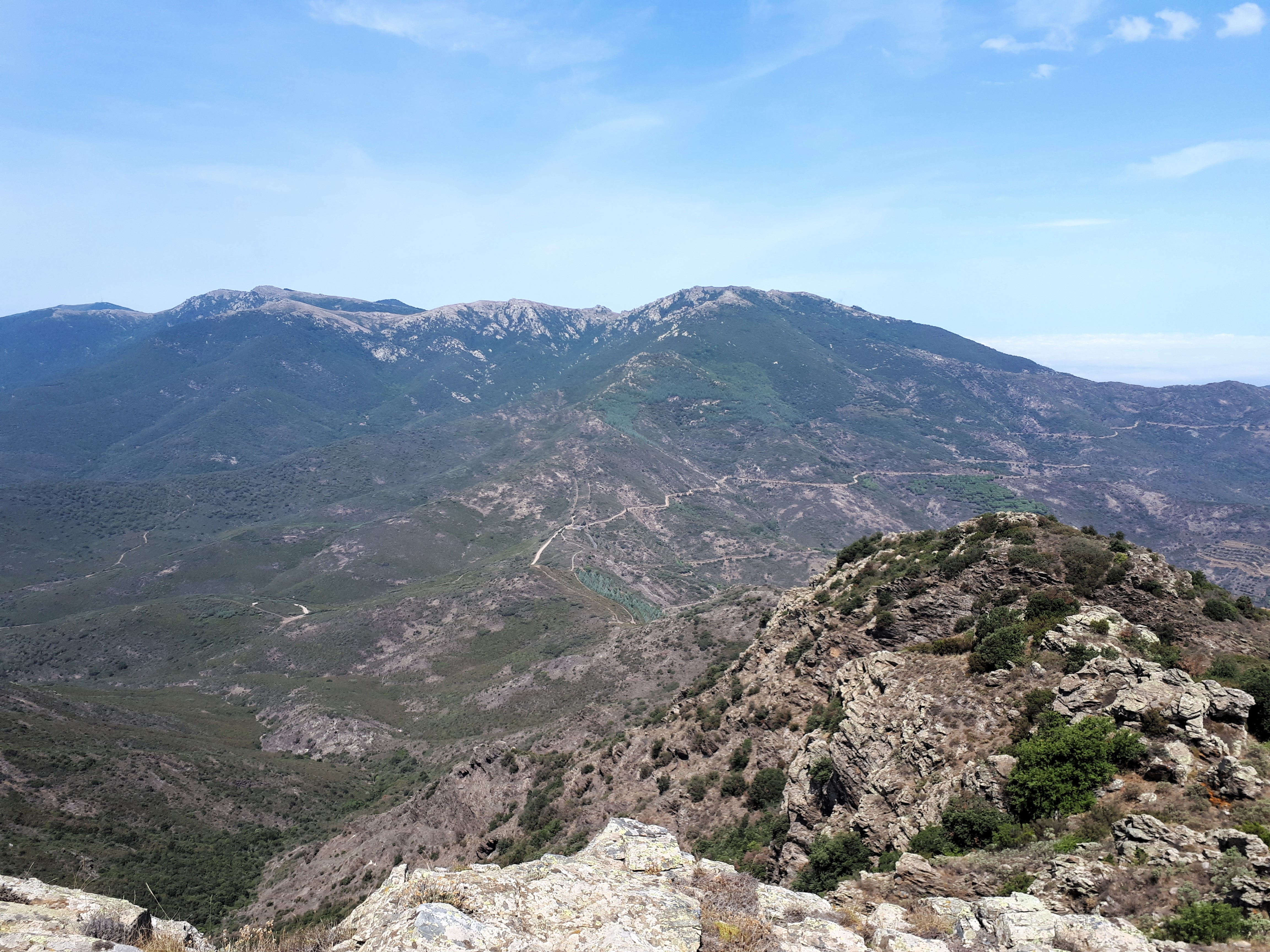
Le col de Banyuls vu depuis le puig de la Calma (718 mètres), en regardant vers le nord (Puig de Sallfort, 981 mètres).

Le col de Banyuls relie Banyuls-sur-Mer, commune française du département des Pyrénées-Orientales, dans la région Occitanie, à Espolla, commune de la comarque de l'Alt Empordà, en Catalogne espagnole. Il se trouve, côté espagnol, sur le territoire de la commune de Rabós.
Il traverse le massif des Albères à une altitude de 354 ou 355 mètres.

## Histoire
Ce col est un point de passage historique, probablement utilisé depuis l'Antiquité. C'est un des passages possibles de la voie héracléenne et probablement un des passages secondaires de la voie Domitienne.
Les troupes espagnoles voulant récupérer la région du Roussillon, tentent une invasion dirigée par le général Ricardos en 1793. Mais durant la bataille du col de Banyuls, ceux-ci se heurtent à la résistance des habitants.
Des réfugiés espagnols fuyant la dictature de Francisco Franco (1939-1975) sont entrés en France par ce col.
Inversement, pendant la Seconde Guerre mondiale, des personnes refusant le travail obligatoire ou des juifs persécutés notamment Maurice Druon et Joseph Kessel, ont fui par ce point frontalier dans l'autre sens.
En janvier 2021, il est fermé afin de lutter contre le trafic, le terrorisme et l’immigration illégale. Cette fermeture rencontre une forte opposition des habitants, Catalans français et espagnols. Les blocs de pierre posés sur la route n'empêchent cependant pas certains véhicules de la contourner par des pistes. En août 2022, une demande de réouverture est refusée. Le préfet doit cependant réévaluer la situation. L'association Albères sans frontières, créée en juillet 2022, réunit plus de 1 200 adhérents et exige la réouverture du col.
Le 7 juin 2024, le ministère de l’Intérieur et des Outre-mer annonce la réouverture de quatre points de passage autorisés (PPA) à la frontière franco-espagnole, dont le col de Banyuls,.